# Brachyona xylodesma
Brachyona xylodesma är en fjärilsart som beskrevs av George Francis Hampson 1926. Brachyona xylodesma ingår i släktet Brachyona och familjen nattflyn. Inga underarter finns listade i Catalogue of Life.